# Trona stercoraria
Espèce
Synonymes
- Cypraea stercoraria Linnaeus, 1758

Trona stercoraria est une espèce de mollusques gastéropodes de la famille des Cypraeidae.
- Répartition : Afrique de l'ouest et îles du Cap-Vert.

## Philatélie
Ce coquillage figure sur une émission de l'Angola de 1974 (valeur faciale : 2 $) sous le nom « Cypraea stercoraria ».

## Galerie

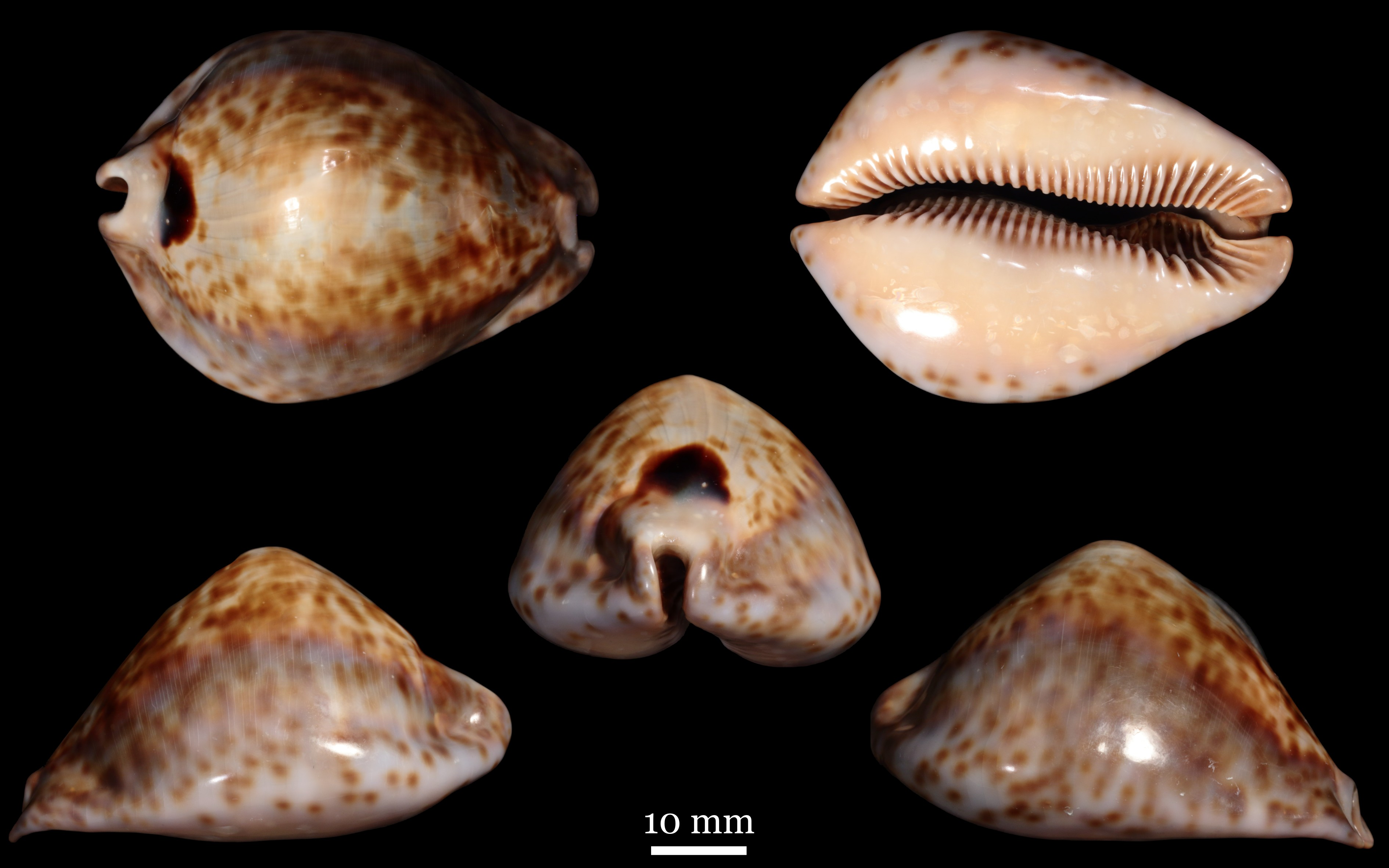
Trona stercoraria, Gabon. Vues dorsale, ventrale, frontale, latérale droite et gauche.
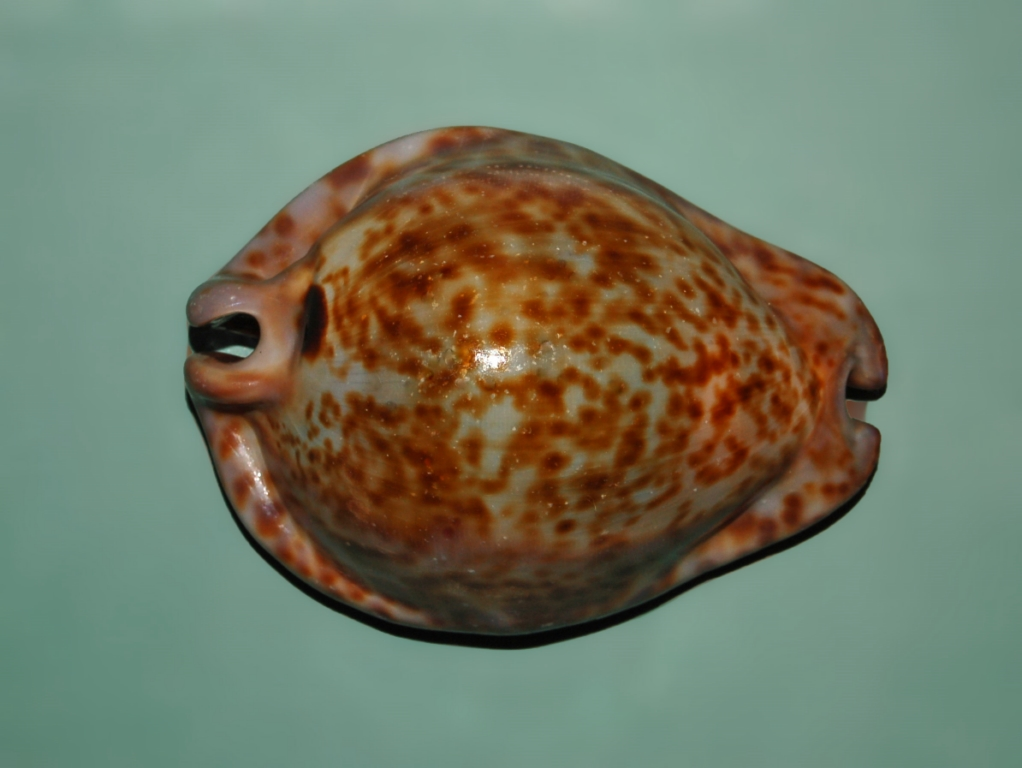
Trona stercoraria, Sénégal. Vue dorsale.
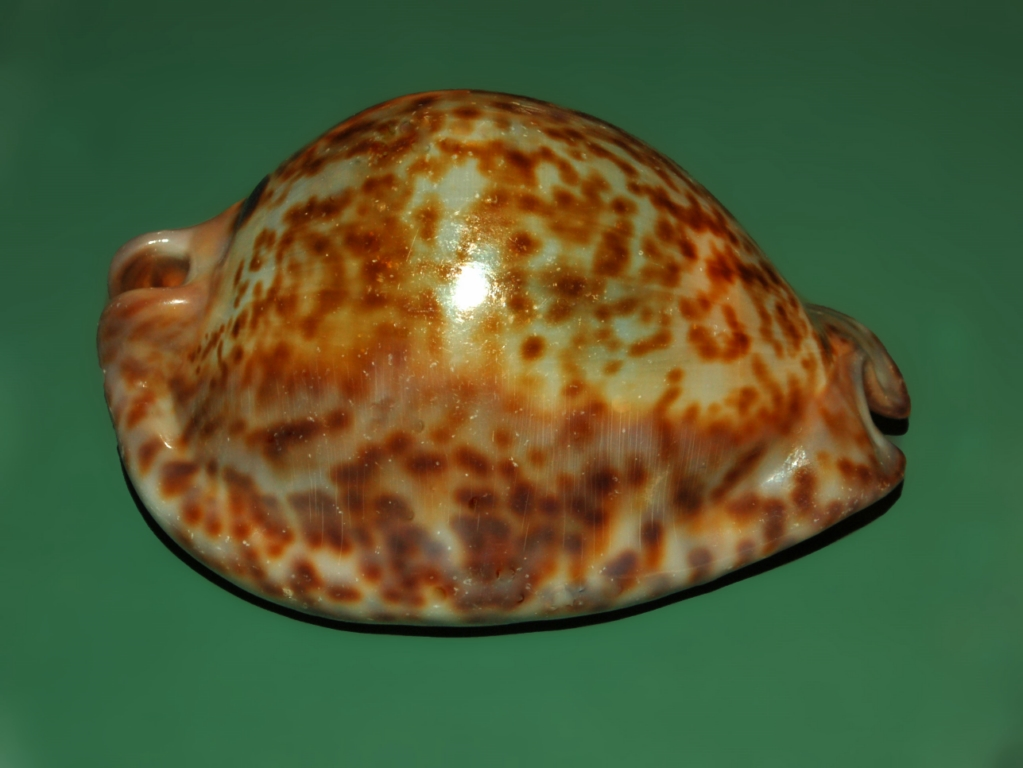
Trona stercoraria, Sénégal. Vue latérale.
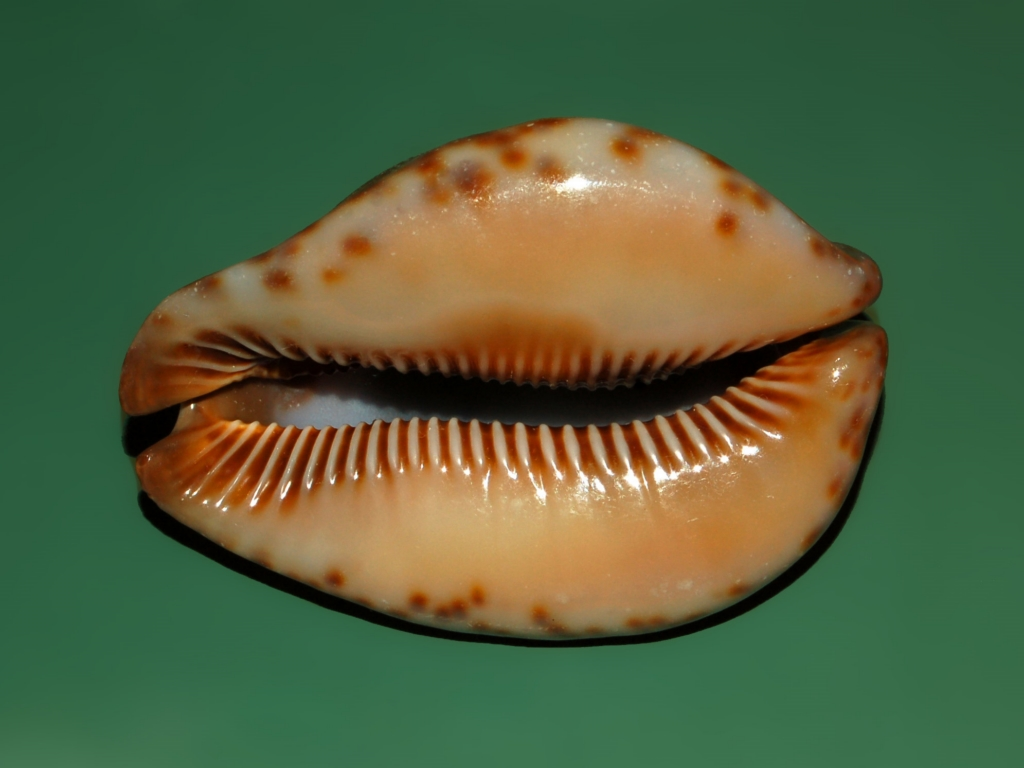
Trona stercoraria, Sénégal. Vue ventrale.